# Byttneria integrifolia
Byttneria integrifolia är en malvaväxtart som beskrevs av John Henry Lace. Byttneria integrifolia ingår i släktet Byttneria och familjen malvaväxter. Inga underarter finns listade i Catalogue of Life.